# 糸魚川市立糸魚川中学校
糸魚川市立糸魚川中学校（いといがわしりついといがわちゅうがっこう）は、新潟県糸魚川市にある公立中学校。

## 沿革
- 1995年9月1日 - 新校舎建設安全祈願祭[1]。
- 1998年4月1日 - 旧糸魚川中学校、西海中学校、姫川中学校（いずれも同年3月24日閉校）を統合し、糸魚川中学校が開校[2]。
- 1999年 - グラウンド改修（ナイター設備完備）[3]。
- 2011年 - 地域貢献活動開始。
- 2020年 - ヒスイ原石設置。

## 部活動
出典→
- 陸上競技部
- 軟式野球部
- サッカー部
- 男女バスケットボール部
- 体操競技部
- 男女バレーボール部
- 男女卓球部
- 男女ソフトテニス部
- 剣道部
- 吹奏楽部
- 科学部
- 美術部
- 研磨部